# Bogdan Ivan
Bogdan-Gruia Ivan ( Năsăud, 24 de marzo de 1991 ) es un político rumano miembro del Partido Socialdemócrata. Ministro de Investigación entre 2023 y 2024.

## Trayectoria
Desde 2023, se desempeña como ministro de investigación, innovación y digitalización. Fue elegido miembro de la Cámara de Diputados en el elecciones parlamentarias de 2020, y anteriormente trabajó como asesor del presidente de la Consejo del Condado de Bistrița-Năsăud de 2012 a 2020.